# 沙摩柯
沙摩柯（？—222年），三国时期武陵郡五谿蛮首领，在夷陵之战中相助蜀军作战，阵亡。

## 生平
章武元年（221年）七月，刘备率领蜀汉军队讨伐东吴，蜀汉将领吴班、冯习从巫山攻破异等，蜀军逼进秭归，五谿蛮派遣使者向吴班、冯习请求蜀军出兵。章武二年（222年）二月，刘备亲自从秭归进军猇亭，从佷山开通道路通向武陵郡，派遣侍中马良安撫五谿蠻，賜其金帛，受之官爵，五谿蛮相继响应蜀汉。六月，东吴大都督陸遜火攻蜀军，随后率领部队同时进攻，蜀军将领张南、冯习及沙摩柯都被斩首杀死，蜀军四十多个营寨被攻破。

## 小说形象
赤面碧眼，長相兇猛的武陵（五谿）蛮王，使一柄铁蒺藜骨朵，出场不久就射死了重病在身的甘宁，追击并击败淳于丹部。后蜀军兵败，他單騎逃脫，於路中遇上周泰，與之交锋二十余回合後不敵，被周泰所斬杀。